# Soundtrack '96-'06
Soundtrack '96-'06 è la prima raccolta ufficiale di Elisa, pubblicata il 17 novembre 2006 dalla Sugar Music.

## Descrizione
Il greatest hits contiene tredici tra i maggiori successi dei primi dieci anni di carriera della cantautrice, tutti pubblicati come singoli commerciali o promozionali, scelti fra i suoi precedenti lavori, con l'aggiunta di quattro inediti: Stay, Gli ostacoli del cuore, scritta da Luciano Ligabue, Eppure sentire (un senso di te) scritta su musiche di Paolo Buonvino per la colonna sonora del film Manuale d'amore 2 - Capitoli successivi, e Qualcosa che non c'è, tutti quattro usciti nelle radio a supporto della raccolta e pubblicati come singoli commerciali solo in formato digitale.
Tre degli inediti e la maggior parte degli altri brani sono prodotti da Corrado Rustici, mentre i rimanenti sono prodotti da Glen Ballard (Together), Roberto Vernetti (Gift), Michele Centonze (Swan e Almeno tu nell'universo), Pasquale Minieri (Broken) ed Elisa.
Sleeping in Your Hand e Rainbow sono presenti in versione remix. La seconda, insieme a Swan e Almeno tu nell'universo, fino ad allora era stata pubblicata solo come singolo. Dancing è stata accorciata di circa tre secondi.
Il titolo della raccolta include anche il 1996, dato che il primo album di Elisa è stato pubblicato nel 1997, ma registrato l'anno precedente.
I brani Gli ostacoli del cuore, Eppure sentire (un senso di te) e Qualcosa che non c'è sono stati pubblicati in chiave acustica nel settimo album della cantante, Ivy.

## Edizioni e packaging
L'album è stato pubblicato in due versioni, con un disco nella comune custodia jewel case e in versione CD+DVD in edizione limitata, a forma di libretto rigido.
Il 18 novembre 2010, a distanza di quattro anni dalla prima pubblicazione, l'album è uscito anche in vinile con tiratura limitata di 1050 pezzi, di cui 525 stampati su vinile nero e 525 su vinile blu.

## Accoglienza
Il progetto discografico è stato accolto positivamente dalla critica italiana e internazionale.
Marisa Brown del sito AllMusic descrive Elisa come «una forza del rock alternativo italiano», che attraverso il progetto «ripercorre la sua storia, anche se non cronologicamente». Brown sottolinea che vi sono solo sei brani in lingua italiana su diciassette, rendendola una raccolta che «funziona meglio per i non italofoni che desiderano introdursi, come per gli italiani che non hanno familiarità con il lavoro di Elisa».

## Tracce
1. Stay – 4:10 (Elisa Toffoli)
2. Gli ostacoli del cuore (feat. Ligabue) – 4:26 (Luciano Ligabue)
3. Broken – 4:20 (Elisa Toffoli)
4. Swan – 4:13 (testo: Elisa Toffoli – musica: Elisa Toffoli, Michele Centonze)
5. Labyrinth – 4:57 (testo: Elisa Toffoli, Catherine Marie Warner – musica: Elisa Toffoli)
6. Together – 4:21 (Elisa Toffoli)
7. Gift – 4:18 (Elisa Toffoli)
8. Almeno tu nell'universo – 4:08 (testo: Bruno Lauzi – musica: Maurizio Fabrizio)
9. Heaven Out of Hell – 4:53 (testo: Elisa Toffoli – musica: Elisa Toffoli, Corrado Rustici)
10. Dancing – 5:33 (Elisa Toffoli)
11. Una poesia anche per te – 5:14 (Elisa Toffoli)
12. A Feast for Me – 5:11 (testo: Elisa Toffoli, Catherine Marie Warner – musica: Elisa Toffoli, Corrado Rustici)
13. Sleeping in Your Hand (Mark Saunders Remix) – 3:43 (testo: Elisa Toffoli, Catherine Marie Warner – musica: Elisa Toffoli, Corrado Rustici)
14. Luce (tramonti a nord est) – 4:24 (testo: Elisa Toffoli, Zucchero Fornaciari – musica: Elisa Toffoli)
15. Rainbow (Bedroom Rockers Remix) – 4:07 (Elisa Toffoli)
16. Eppure sentire (un senso di te) – 4:12 (testo: Elisa Toffoli – musica: Paolo Buonvino)
17. Qualcosa che non c'è – 4:39 (Elisa Toffoli)

Tracce bonus nell'edizione deluxe su iTunes
1. Wild Horses (live @ All Music) – 5:55 (Mick Jagger, Keith Richards)
2. Creature (live @ All Music) – 4:10 (testo: Elisa Toffoli – musica: Elisa Toffoli, Leonardo Bafunno)

## Formazione
- Elisa – voce, tastiera
- Corrado Rustici – chitarra a 12 corde, chitarra elettrica, flauto
- Andrea Fontana – batteria
- Giorgio Pacorig – pianoforte
- Max Gelsi – basso
- Andrea Rigonat – chitarra
- Paolo Buonvino – pianoforte
- Luca Pincini – violoncello
- Fausto Anzelmo – viola
- Ingrid Belli – violino
- Marco Serino – violino

## DVD
(Elisa)
Soundtrack '96-'06 è stato pubblicato anche in edizione speciale, che, oltre al CD, include anche un DVD in cui sono stati raccolti tutti i videoclip di Elisa girati dal 1997 al 2006, da Sleeping in Your Hand a Teach Me Again, disposti in ordine di pubblicazione. Dei video girati in più versioni ne è presente una sola.

### Videoclip
1. Sleeping in Your Hand (diretto da Paolo Caredda)
2. Labyrinth (prima versione, diretta da Barry Maguire)
3. A Feast for Me (diretto da Alessandra Pescetta)
4. Cure Me (diretto da Alessandra Pescetta)
5. Gift (diretto da Alessandra Pescetta)
6. Asile's World (diretto da Luca Guadagnino)
7. Luce (tramonti a nord est) (seconda versione diretta da Luca Guadagnino)
8. Heaven Out of Hell (diretto da Alessandro D'Alatri)
9. Rainbow (diretto da Elisa e Dakota Fanning)
10. Dancing (live @ Dingwalls)
11. Almeno tu nell'universo (diretto da Richard Lowenstein)
12. Broken (diretto da Luca Guadagnino)
13. Electricity (diretto da Leone Balduzzi)
14. Together (diretto da Andrew Bennett e Mark Yamamoto)
15. The Waves (diretto da Andrew Bennett ed Aaron Haye)
16. Una poesia anche per te (diretto da Elisa e Daniele Zennaro)
17. Swan (diretto da Luca Guadagnino)
18. Teach Me Again (diretto da Stefano Veneruso)

## Successo commerciale
Soundtrack '96-'06 è il disco più venduto della carriera di Elisa: dal 26 novembre 2006, quando entrò in classifica, fino al 18 marzo 2007, non è mai sceso dai primi due posti della classifica, restando sempre o il primo o il secondo album più venduto in Italia, riuscendo a tenere testa a molti altri artisti, come Franco Battiato, Mario Biondi e Zero Assoluto. L'album ha venduto oltre 600 000 copie e ha ottenuto la certificazione di disco di diamante. Alla trentanovesima settimana dalla pubblicazione il CD riconquista la posizione numero uno degli album più venduti in Italia, battendo Miguel Bosé (stabile al vertice con l'album Papito da diverse settimane).
Oltre ad essere il secondo album più venduto in Italia nel 2007, fu anche il terzo album più venduto in Italia nel 2006. È inoltre l'album più scaricato da iTunes Italia nel 2007, in cui dopo 59 settimane dalla sua pubblicazione Soundtrack '96-'06 è alla posizione numero 10 degli album più scaricati.
Con la pubblicazione dell'album Heart, a gennaio 2010, a distanza di oltre tre anni dalla pubblicazione, Soundtrack '96-'06 è rientrato nella classifica dei cento album più venduti, al 54º posto, per poi riconfermarsi alla posizione 65 dopo undici settimane in classifica.
Nel 2012, a ben sei anni dalla data di pubblicazione, continua a vendere migliaia di copie, ottenendo un'ulteriore certificazione come disco d'oro per le oltre 30 000 copie vendute. Il successo continua nel decennio fino ad ottenere nella settimana 28 del 2021, la certificazione di disco di platino per aver venduto oltre 50 000 copie.

## Classifiche

### Classifiche settimanali
| Classifica (2006/2007) | Posizione massima |
| ---------------------- | ----------------- |
| Italia                 | 1                 |
| Svizzera               | 58                |
| Europa                 | 23                |

### Classifiche di fine anno
| Classifica (2006) | Posizione |
| ----------------- | --------- |
| Italia            | 3         |
| Classifica (2007) | Posizione |
| Europa            | 39        |
| Italia            | 2         |